# The Vapors
The Vapors är ett new wave och powerpop-band från England som existerade mellan 1979 och 1981. De hade en hit med sången "Turning Japanese" 1980, som nådde tredje plats på UK Singles Chart, 34:plats på Hot Dance Club Songs och 36:e plats på Billboard Hot 100. De gjorde come back 2020 med albumet Together.

## Diskografi

### Album
- 1980 – New Clear Days
- 1981 – Magnets
- 2020 – Together

### Samlingsalbum
- 1995 – Anthology
- 1996 — Turning Japanese: The Best of the Vapors
- 1998 – Vaporized
- 2003 – The Best of the Vapors

### Singlar
- 1979 – "Prisoners"
- 1980 – "Turning Japanese" (UK #3)
- 1980 – "News at Ten" (UK #44)
- 1981 – "Waiting for the Weekend"
- 1981 – "Spiders"
- 1981 – "Jimmie Jones" (UK #44)